# Monte Ray
Il Monte Ray (in lingua inglese: Mount Ray) è una montagna antartica, alta circa 3.905 m, situata 2,4 km a sudest del Monte Fisher, nelle Prince Olav Mountains, catena montuosa che fa parte dei Monti della Regina Maud, in Antartide. 
La denominazione è stata assegnata dall'Advisory Committee on Antarctic Names (US-ACAN) in onore di Carleton Ray, zoologo dell'United States Antarctic Program (USARP) presso la Stazione McMurdo durante le stagioni estive del 1963-64, 1964–65 e 1965–66.